# Жовтіс Олександр Ігорович
Жовтіс Олександр Ігорович — український політик. 

## Життєпис
Народився 2 лютого 1956 у м. Одеса.
Освіта
Одеський автодорожній технікум (1975), технік-механік.

### Кар'єра
1974-1975 — автослюсар Одеського транспортного підприємства № 15122 та тролейбусного депо № 1, м. Одеса.
1975-1977 — служба в армії.
1977-1980 — слюсар, майстер Одеського спецуправління механізації.
1980-1981 — начальник бюро запчастин автотранспортного комбінату Усть-Ілімського лісопромислового комплексу, м. Усть-Ілімськ Іркутської області.
1981-1989 — електромонтер Одеської бази «Укроптгалантерея»; молодший продавець Київського продторгу м. Одеси.
1989-1992 — член правління кооперативу «ФЕБ», м. Одеса.
З 1992 — генеральний директор СП «Ірен»; генеральний директор корпорації «Ірен», м. Одеса.

## Політична діяльність
Народний депутат України 3-го скликання з березня 1998 до квітня 2002, виборчій округ № 138, Одеська область. На час виборів: генеральний директор корпорації «Ірен». Член фракції НДП (травень 1998 — лютий 1999); член групи «Відродження регіонів» (лютий — листопад 1999), член фракції СДПУ(О) (з листопада 1999); член Комітету з питань паливно-енергетичного комплексу, ядерної політики та ядерної безпеки (з липня 1998).
Був членом Тимчасової спеціальної комісії ВР України з питань дотримання органами державної влади і місцевого самоврядування та їх посадовими особами, Центральною виборчою комісією норм виборчого законодавства під час підготовки і проведення виборів Президента України (з травня 1999).
Квітень 2002 — кандидат в народні депутати України, виборчій округ № 139, Одеська область, висунутий СДПУ(О). «За» 19.84%, 2 з 15 претендентів. На час виборів: народний депутат України, безпартійний.